# جون فارو (متزلج صدري)
جون فارو (بالإنجليزية: John Farrow)‏ هو متزلج صدري أسترالي، ولد في 18 فبراير 1982 في North Sydney ‏ في أستراليا.

## وصلات خارجية
- جون فارو على موقع IBSF (الإنجليزية)
- جون فارو على موقع اللجنة الأولمبية الدولية (الإنجليزية)
- جون فارو على موقع أوليمبيديا (الإنجليزية)
- جون فارو على موقع اللجنة الأولمبية الأسترالية (الإنجليزية)